# قرص (طعام)
القُرص أو الفُطَيِّرة قطعة مسطحة يغلب أن تكون مستديرة من اللحم المفروم مع أو بلا بقوليات وحبوب وخضروات أوبدائل اللحوم. توجد هذه الأقراص في مطابخ متعددة في جميع أنحاء العالم.